# 赤い灯をつけるな
『赤い灯をつけるな』（あかいひをつけるな、Le rouge est mis）は、1957年のフランスの犯罪映画。脚本を担当したオーギュスト・ル・ブルトンによる同名小説を原作としている。出演はジャン・ギャバンなど。
映画にはパリ警視庁の所在地であるオルフェーヴル河岸36番地が登場する。

## キャスト
※括弧内は日本語吹替（初回放送1965年1月16日 NETテレビ 15:15-17:15）
- ルイ・ベルタン：ジャン・ギャバン（森山周一郎）
- エレーヌ：アニー・ジラルド（成田光子）
- フレド：ポール・フランクール
- ペピト：リノ・バンチュラ（永山一夫）
- ピエール：マルセル・ボズフィ

## スタッフ
- 監督：ジル・グランジェ
- 脚本：オーギュスト・ル・ブルトン、ジル・グランジェ
- 撮影：ルイ・パージュ